# Sylvester Jasper
Sylvester Alexander Jasper (bulgarisch Силвестър Александър Джаспър; * 13. September 2001 in London) ist ein bulgarisch-englischer Fußballspieler mit nigerianischen Wurzeln.

## Karriere

### Verein
Sylvester Jasper wurde als Sohn eines nigerianischen Vaters und einer aus Bulgarien stammenden Mutter im englischen London geboren. Seine Karriere begann er im Alter von 9 Jahren in der Jugendkarriere der Queens Park Rangers. Im Jahr 2012 wechselte er innerhalb von London zum FC Fulham. Für den Verein spielte er in allen Jugendmannschaften, ehe er ab November 2019 in der U23-Mannschaft eingesetzt wurde. Im Januar 2020 gab er sein Profidebüt für die erste Mannschaft von Fulham in einem FA-Cup-Spiel der 4. Runde gegen Manchester City. Neben Einsätzen in der U-23 kam er im Juni und Juli 2020 auch in zwei Partien der EFL Championship zum Einsatz. Im August 2020 unterzeichnete Jasper seinen ersten Profivertrag bei Fulham, kam jedoch im Anschluss zu keinem weiteren Einsatz mehr dort. In der Saison 2020/21 konnte Jasper für die U-23 in 16 Spielen acht Tore erzielen. Im August 2021 wechselte Jasper bis Januar 2022 auf Leihbasis zu Colchester United in die EFL League Two. Er gab sein Debüt von der Bank am 7. August bei einem 0:0-Unentschieden gegen Carlisle United. In 18 Ligapartien gelangen dem Offensivspieler zwei Tore. Am 31. Januar 2022 wechselte Jasper für den Rest der Saison als Leihspieler zum schottischen Klub Hibernian Edinburgh. Nach seiner Rückkehr folgte eine weitere Leihe, dieses Mal über zwei Monate zum heimischen Drittligisten Bristol Rovers. Im Sommer 2023 wechselte der Stürmer dann für eine Spielzeit fest zum portugiesischen Erstligisten Portimonense SC und nach kurzer Vereinslosigkeit schloss er sich am 2. Oktober 2024 Śląsk Wrocław in Polen an.

### Nationalmannschaft
Sylvester Jasper ist durch seine Herkunft für drei Nationen spielberechtigt. Von 2016 bis 2017 absolvierte er vier Testspiele für diverse englische Jugendauswahlen und erzielte dabei einen Treffer. Im November 2021 debütierte er dann für das Heimatland seiner Mutter, als er erstmals für die bulgarische U21-Nationalmannschaft in der EM-Qualifikation gegen die Niederlande (1:3) spielte.